# Plectrohyla thorectes
Plectrohyla thorectes és una espècie de granota endèmica de Mèxic.
Està amenaçada d'extinció per la pèrdua del seu hàbitat natural.